# Jade Bird (album)
Jade Bird è il primo album in studio dell'omonima cantautrice britannica, pubblicato il 19 aprile 2019.

## Tracce
1. Ruins – 2:44
2. Lottery – 2:31
3. I Get No Joy – 2:42
4. Side Effects – 3:11
5. My Motto – 2:58
6. Does Anybody Know – 3:27
7. Uh Huh – 2:22
8. Good At It – 2:41
9. 17 – 2:44
10. Love Has All Been Done Before – 3:16
11. Going Gone – 2:35
12. If I Die – 3:52

## Classifiche
| Classifica (2019) | Posizione massima |
| ----------------- | ----------------- |
| Regno Unito       | 10                |
| Svizzera          | 91                |